# Le Grand-Quevilly
Le Grand-Quevilly is een gemeente in het Franse departement Seine-Maritime (regio Normandië). De plaats maakt deel uit van het arrondissement Rouen. Le Grand-Quevilly telde op 1 januari 2022 25.954 inwoners. De gemeente vormt een deel van de stedelijke agglomeratie rond Rouen.

## Geschiedenis
In het noorden van de gemeente werd aan het begin van de 20e eeuw een Merovingische begraafplaats opgegraven bij de bouw van een fabriek. Een sarcofaag wordt bewaard in de tuin van het Musée Départemental des Antiquités.
De kerk van Saint-Pierre werd gebouwd aan het einde van de 15e eeuw. De kerk werd beschadigd door de Hugenoten in 1562. Het oude koor werd vervangen in 1851. De kerk is deels beschermd als historisch monument in 1933.
In 1600-1601 werd er in Le Grand-Quevilly een protestantse kerk gebouwd voor de gemeente van Rouen. Aan het einde van de 17e eeuw werd deze kerk geplunderd door de jezuïeten en hun leerlingen en vervolgens in 1685 op overheidsbevel afgebroken.
Aan het einde van de 19e eeuw begon de industrialisatie van de gemeente. Tussen 1893 en 1987 was er een belangrijke scheepswerf, de chantiers de Normandie.

## Geografie
De oppervlakte van Le Grand-Quevilly bedroeg op 1 januari 2022 11,11 vierkante kilometer; de bevolkingsdichtheid was toen 2.336,1 inwoners per km². De gemeente ligt aan de zuidelijke oever van de Seine.
De onderstaande kaart toont de ligging van Le Grand-Quevilly met de belangrijkste infrastructuur en aangrenzende gemeenten.

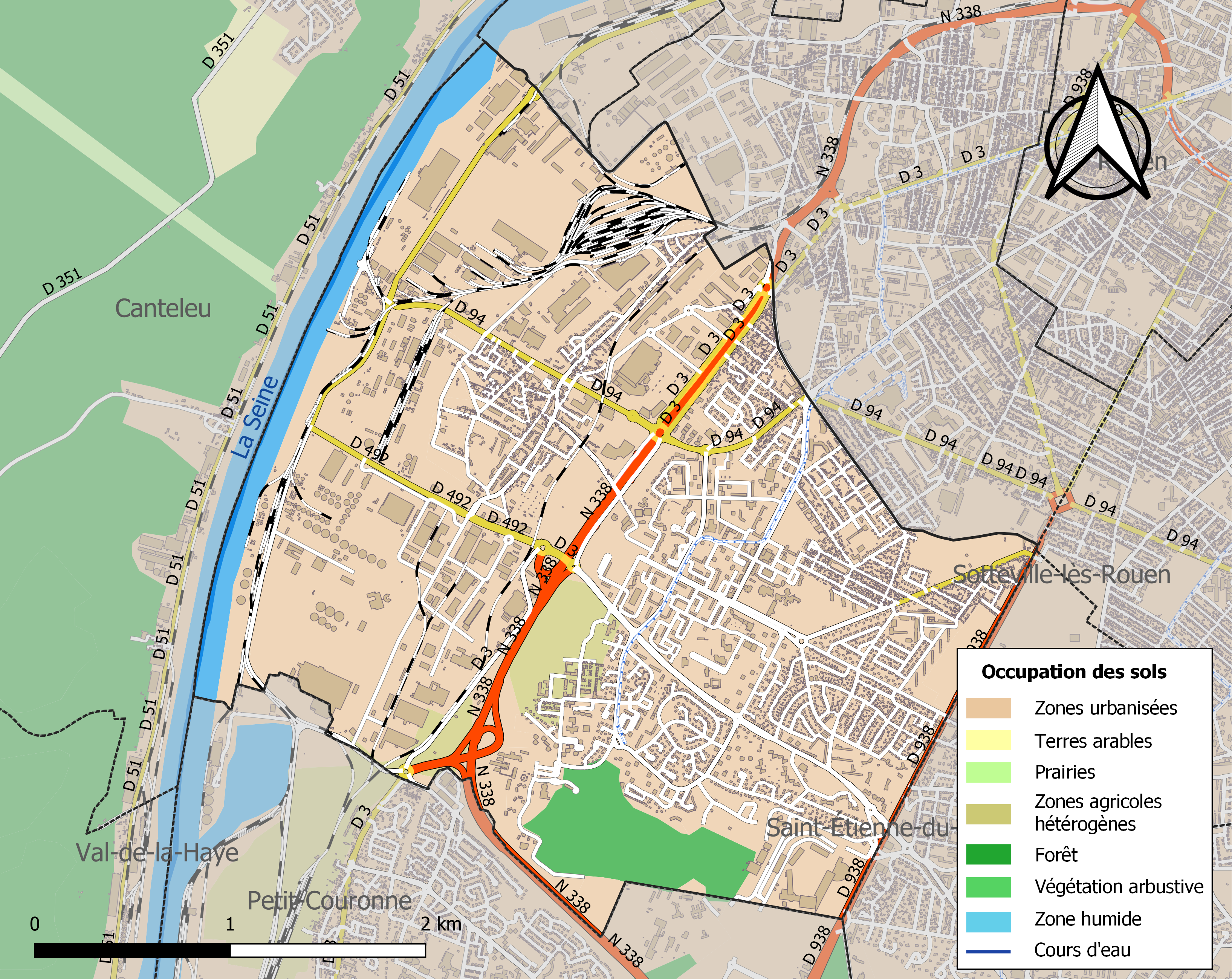

## Demografie
Onderstaande figuur toont het verloop van het inwonertal (bron: INSEE-tellingen).